# カロリン人
カロリン人（かろりんじん）は、カロリン諸島に居住するオーストロネシア語族系の先住民族。

## 概要
現在の人口は約8500人で、約2000年前に東南アジア方面から移住したものと考えられている。使用言語はカロリン語で、約5700人が母語としている。カロリン人社会は母系制社会で、女性の家長が大切に扱われている。現在、彼らの大半がカトリックを信仰している。日本統治時代は「カナカ人」と呼ばれていた。

## サイパン島への移住
19世紀に入り、カロリン人は小さなカヌーを使って島伝いに移り住み、マリアナ諸島のサイパン島に移住した。マリアナ諸島に元々住んでいるチャモロ人に比べて肌の褐色度が強いのが特徴である。